# Dezadaptacyjne marzycielstwo
Dezadaptacyjne marzycielstwo lub zjawisko nieadaptacyjnego marzenia na jawie (ang. maladaptive daydreaming) – nadmierna i kompulsywna aktywność fantazjowania, która zaburza lub całkiem zastępuje interakcje międzyludzkie. Cechuje się również negatywnym wpływem na funkcjonowanie akademickie, interpersonalne lub zawodowe. Osoby dotknięte tym schorzeniem, potrafią spędzać długie godziny na wymyślaniu złożonych i fantazyjnych marzeń dziennych. Towarzyszące im przy tym ruchy, utrudniają czynny udział w życiu codziennym. Określenie to zostało pierwszy raz użyte i opisane przez Eli Somer, izraelskiego profesora psychologii klinicznej, Uniwersytetu w Hajfie w 2002 roku.

## Przyczyny
Przyczyny dezadaptacyjnego marzycielstwa nie są do końca zrozumiane, przy czym w wielu badaniach zidentyfikowano powiązane ze sobą zależności i czynniki ryzyka wśród osób dotkniętych tą dolegliwością. Somer w swoich badaniach opisał kilka takich przypadków. Uzyskany wynik jednogłośnie wskazuje na dwie istotne funkcje tej aktywności. Pierwszą z nich okazała się być ucieczka lub odłączenie się od bólu psychicznego, drugą zaś, szybka i magiczna transformacja z codziennych niepowodzeń w pożądane doświadczenia. Kilku badanych opisało to zjawisko jako stan przynoszący im ukojenie. Wyimaginowane scenariusze, pełne pozytywnych uczuć i bezpiecznych przestrzeni pomagało w radzeniu sobie z trudnymi sytuacjami i emocjami. Marzenia dzienne często opierają się na wyobrażaniu sobie emocjonalnego wsparcia czy akceptacji społecznej. Takie zachowania mogą przekształcić się w szkodliwy nawyk. Wielu badanych pod kątem maladaptive daydreaming stwierdziło, że zaczęło się to już w dzieciństwie. Stres lub trauma mogą odgrywać kluczową rolę w przekształceniu intensywnej skłonności do wyobrażeń w zaburzenie psychiczne. Istnieje również powiązanie z doświadczeniami z przeszłości lub z obecnymi trudnymi i stresującymi sytuacjami, takimi jak konflikty rodzinne lub lęk przed kontaktami społecznymi.
Osoby dotknięte tym schorzeniem mogą mieć również zaburzenia współistniejące, takie jak zaburzenia obsesyjno-kompulsywne, ADHD czy zaburzenia uzależnienia. U osób ze spektrum autyzmu również zauważono częste występowanie tego problemu. Badania wskazują, że trudności w regulacji emocji i niepewny styl przywiązania są przyczyną na kształtowanie się nieadaptacyjnego marzenia na jawie. Rozwija się ono głównie w odpowiedzi na niesprzyjające przeciwności losu.

## Pokrewne zaburzenia
Liczne badania wykorzystujące różne strategie badawcze, wskazały na silny związek między dezadaptacyjnym marzycielstwem, a  zaburzeniami dysocjacyjnymi. Wspólną ich właściwością jest między innymi tworzenie szczegółowych i intensywnych fantazji wraz z uczuciem obecności i emocjonalnego zaangażowania w nie. Przy czym, podczas marzeń dziennych są one silniejsze. Kreowanie złożonych wewnętrznie postaci jest kolejnym podobieństwem. Wiąże się to z dystansowaniem się od siebie na rzecz wyimaginowanych tożsamości. Najczęściej są to wyidealizowane wersje samych siebie. Pomimo że scenariusze są tworzone z własnej inicjatywy to nie zawsze są pod pełną kontrolą. Oba te zjawiska służą jako sposób na odwrócenie uwagi od przeszłych traum i obecnych trudności w życiu.
Pozostałe wspólne cechy to między innymi: selektywna uwaga, kreowanie alternatywnych tożsamości, reagowanie emocjonalne na stworzone postaci, pragnienie zaangażowania się w "wewnętrzny świat", utrata lub ograniczenie funkcji fizycznych, poznawczych lub psychicznych, które mogą wpływać na zdolność do normalnego funkcjonowania w codziennym życiu oraz podłoże traumatyczne tych zaburzeń i życie w przewlekłym stresie.

## Metody leczenia
Dotychczas nie powstała ujednolicona metoda leczenia dezadaptacyjnego marzycielstwa. Jednak wyniki pojedynczych badań przypadków pokazują, że istnieje kilka skutecznych technik psychologicznych, które mogą wspierać osoby zmagające się z tym problemem. W zależności od potrzeb i podłoża danej osoby różne formy terapii mogą okazać się skuteczne. Są to m.in.:
- Psychoterapia poznawczo-behawioralna (ang. cognitive-behavioral therapy) koncentruje się na identyfikowaniu i zmienianiu negatywnych wzorców myślowych oraz zachowań.
- Metoda uważności (ang. mindfulness-based therapy) to praktyka polegająca na koncentrowaniu się na chwili obecnej i obserwowaniu swoich myśli, dzięki czemu osoby poddawane terapii potrafią lepiej skupić się na rzeczywistości.
- Terapia psychodynamiczna (ang. psychodynamic therapy) opiera się na rozwiązaniu ukrytych problemów emocjonalnych. Jest pomocna w przypadku kiedy dezadaptacyjne marzycielstwo wynika z przeszłych traum.
- Terapia akceptacji i zaangażowania (ang. acceptance and commitment therapy) opiera się głównie na akceptacji marzeń dziennych nie dając się w nie wciągnąć.
- Terapia grupowa (ang. group therapy) tworzy wspierającą przestrzeń, w której uczestnicy mogą wymieniać się doświadczeniami i czerpać wiedzę oraz wsparcie od osób zmagającymi się z podobnymi problemami[6][7].